# 진천향교
진천향교(鎭川鄕校)는 충청북도 진천군 진천읍에 있는 향교이다. 1980년 1월 9일 충청북도의 기념물 제59호로 지정되었다가, 1981년 12월 26일 충청북도의 유형문화재 제101호로 재지정되었다.

## 개요
향교는 훌륭한 유학자를 제사하고 지방민의 유학교육과 교화를 위하여 나라에서 지은 교육기관이다.
진천향교는 조선 태조(재위 1392∼1398) 때 지은 것으로 순조 4년(1804)에 명륜당과 동재·서재를 고치고 풍화루를 지었다. 1816년에는 대성전을 고쳤으며 그 후 여러 차례의 수리가 있었다. 현재 남아 있는 건물은 대성전·동무·서무·명륜당·풍화루 등과 부속건물들이 남아있다.
대성전은 공자를 비롯하여 여러 성현들의 위패를 모시고 제사 지내는 곳으로 동무·서무와 함께 제사공간을 형성한다. 명륜당은 학생들이 공부하던 강당으로 이것을 중심으로 배움의 공간이 이루어진다. 풍화루는 학생들의 휴식공간이면서 누문의 기능도 하였다.
조선시대에는 국가로부터 토지·책·노비 등을 지급 받아서 학생들을 가르쳤으나 갑오개혁(1894) 이후에는 교육적 기능은 사라지고 봄·가을 2차례에 걸쳐 제사만 지내고 있다.

## 참고 자료
- 진천향교 - 국가유산청 국가유산포털